# Ендрю Таненбаум
Ендрю Стюарт Таненбаум (англ. Andrew Stuart Tanenbaum) — професор комп'ютерних наук у вільному університеті Амстердама, Нідерланди. Широко відомий як автор операційної системи MINIX — безплатної навчальної UNIX-подібної операційної системи та як автор підручників з комп'ютерних наук. Викладання Ендрю називає своєю найважливішою роботою. Після 43 років роботи в університеті заявив про вихід на пенсію та запланував прощальну лекцію, що відбулась 23 жовтня 2014-го року в Амстердамському вільному університеті.

## Біографія
Він народився в місті Нью-Йорк і виростав в приміській зоні White Plains.
Ендрю отримав ступінь бакалавра наук в фізиці від MIT в 1965 та ступінь Ph.D. з фізики від університету Каліфорнії (Берклі) в 1971. Таненнбаум також служив лобістом для клубу Сьєрра.
Він переїхав до Нідерландів щоб жити зі своєю дружиною, яка є голландкою, але зберіг своє американське громадянство. Він викладає курси з комп'ютерної архітектури та операційних систем та є науковим керівником для кандидатів в Ph.D. в Амстердамському вільному університеті.

## Книжки
Широко відомі книжки автора:
- Комп'ютерні мережі (co-authored with David J. Wetherall) ISBN 0-13-212695-8
- Operating Systems: Design and Implementation, (co-authored with Albert Woodhull), ISBN 0-13-142938-8
- Modern Operating Systems, ISBN 0-13-031358-0
- Distributed Operating Systems, ISBN 0-13-219908-4
- Structured Computer Organization, ISBN 0-13-148521-0
- Distributed Systems: Principles and Paradigms, (co-authored with Maarten van Steen), ISBN 0-13-239227-5

Книжка Operating Systems: Design and Implementation and MINIX була для Торвальдса стимулом для написання ядра Linux. У своїй автобіографії Just for Fun, Лінус Торвальдс згадував про неї як про «книгу, яка надихнула мене до нових досягнень».
Книжки було перекладено багатьма іншими мовами. Їх видано більш ніж 120 виданнями, та використовують навчальні заклади в цілому світі.

## MINIX
У 1987 Tanenbaum написав клон ОС UNIX для IBM PC, яку назвав MINIX (MIni-uNIX). Вона була розрахована на аудиторію студентів та комп'ютерних ентузіастів, які хотіли вивчити принципи роботи операційних систем. Пізніше він написав книжку в якій він детально описав систему та помістив вихідний код MINIX в додатку. Програмний код був записаний на декількох дискетах. За 3 місяці, група новин в Usenet comp.os.minix, розрослася до більш ніж 40000 підписаних читачів, які обговорювали та покращували систему. Одним з підписантів був фінський студент Лінус Торвальдс, який почав покращувати MINIX та змінювати на свій лад. 5 жовтня 1991 року Торвальдс повідомив про власне POSIX-подібне ядро, яке він назвав Linux, яке (на початку) використовувало файлову систему MINIX і не базувалось на коді MINIX. Після виходу Ендрю Таненбаума на пенсію, проект продовжив розвиток як волонтерський проект з відкритим кодом.